# Актай (Цивильский район)
Акта́й (чув. Актай) — деревня в Цивильском районе Чувашской Республики. Входит в составБогатырёвского сельского поселения.

## География
Расстояние до Чебоксар — 52 км, до районного центра — города Цивильск — 15 км, до железнодорожной станции — 13 км. 

### Административно-территориальное деление
С конца XVIII века в составе Чебаевской волости Ядринского уезда, с 1921 года — в Цивильском уезде, с 1927 года в составе Цивильского района. Сельские советы: с 1 октября 1927 года — Богатырёвский, с 17 сентября 1931 года — Тиушский, с 14 июня 1954 года — Богатырёвский.

## История
Деревня появилась в XVIII веке как выселок Актай села Гурьевское, Салтыганово тож (ныне село Богатырёво). Жители до 1866 года — государственные крестьяне; занимались земледелием, животноводством, производством жестяных изделий. В 1929 году образован колхоз «Актай».

## Название
Название — антропоним, от имени основателя деревни, выходца из с. Унгасюм — Актай. Имя Актай от  ак «белый», аффикс -тай «белый, белолицый человек».

### Исторические и прежние названия
Выселок Актай села Гурьевское, Салтыганово тож; Актайкасы (1935).

## Население
| 2010 | 2012 |
| ---- | ---- |
| 63   | ↗64  |

По данным Всероссийской переписи населения 2002 года в деревне проживало 45 человек, преобладающая национальность — чуваши (100%).

## Инфраструктура
Улицы: Яковлева, Новая.

## Уроженцы
- Яковлев, Александр Яковлевич (1894, Актай, Ядринский уезд, Казанская губерния — 1948, в заключении) — советский государственный деятель. Заместитель председателя Совнаркома Чувашской АССР.